# Automolis lugubris
Automolis lugubris är en fjärilsart som beskrevs av M.Gaede 1926. Automolis lugubris ingår i släktet Automolis och familjen björnspinnare. Inga underarter finns listade i Catalogue of Life.